# Rafał Zapadka
Rafał Zygmunt Zapadka (ur. 21 października 1952 w Jarocinie) – polski polityk, socjolog, publicysta i wydawca, działacz związkowy i opozycyjny w okresie PRL.

## Życiorys
Syn Stefana i Czesławy, jego dziadek uczestniczył w powstaniu wielkopolskim. W 1976 ukończył studia socjologiczne na Wydziale Nauk Społecznych Uniwersytetu im. Adama Mickiewicza w Poznaniu. Pracował od 1976 do 1982 jako kierownik działu w Wojewódzkim Domu Kultury w Gorzowie Wielkopolskim oraz kierownik Ośrodka Opiekuna Społecznego przy Wojewódzkim Szpitalu Zespolonym w tym mieście, był też jednym z inicjatorem spotkań wykonawców piosenki amatorskiej w Myśliborzu.
Od 1980 związany z NSZZ „Solidarność”, współorganizował nieformalny zespół socjologów prowadzący badania ankietowe w gorzowskich zakładach pracy i został wybrany w skład Ośrodka Badań Społeczno-Zawodowych. Po 13 grudnia 1981 organizował pomoc dla rodzin internowanych, w 1982 na skutek nacisków został pozbawiony pracy. Pracował następnie jako agent ubezpieczeniowy, kierownik stołówki AWF Gorzów Wielkopolski i klubu osiedlowego, od 1986 przebywał na rencie. Od 1983 do 1989 członek Regionalnej Komisji Wykonawczej „Solidarności”, redagował podziemne pismo „Feniks” pod pseudonimem Marcin Konwa. Od 1988 do 1989 członek jawnej Rady Regionu „S”, inicjator niezależnej „Gazety Mówionej”. W 1989 po dokonaniu rewizji Służba Bezpieczeństwa skierowała przeciw niemu wniosek do kolegium ds. wykroczeń, który odrzucono. Był rozpracowywany przez służby PRL.
Od kwietnia do lipca 1989 przewodniczący Komitetu Obywatelskiego „Solidarności” w Gorzowie Wielkopolskim, zasiadał też w Radzie Regionu „S” i redagował pismo „Feniks”. Od 1990 pracował w Gorzowskim Wydawnictwie Obywatelskim, następnie w 1991 założył wraz z żoną Wydawnictwo Zapadka. Po 1989 zajął się publicystyką w prasie i na portalach internetowych, pracował także jako producent programów komputerowych. W latach 1993–2007 działacz Unii Polityki Realnej, od 2014 do 2015 członek Kongresu Nowej Prawicy i prezes lubuskiego regionu partii. Później związany ze stowarzyszeniem Narodowy Gorzów.
Startował w wyborach do Sejmu w 1997 (jako lider gorzowskiej listy okręgowej Unii Prawicy Rzeczypospolitej) i w 2011 (jako bezpartyjny lider lubuskiej listy KNP). W 2001 i 2007 z ramienia komitetu Unii Polityki Realnej w okręgu lubuskim kandydował do Senatu (w 2001 zajął przedostatnie, 13. miejsce, a w 2007 ostatnie, 12.), a także w 2004 w okręgu zachodniopomorsko-lubuskim do Parlamentu Europejskiego w 2004. W 2014 kandydował z ramienia KNP w wyborach na prezydenta Gorzowa Wielkopolskiego (zajmując ostatnie, 7. miejsce).

## Życie prywatne
Żonaty, doczekał się trojga dzieci.

## Odznaczenia
Odznaczony m.in. Odznaką „Zasłużony Działacz Kultury” (2000) oraz Krzyżem Wolności i Solidarności (2011). Otrzymał także Odznakę Honorową za Zasługi dla Województwa Lubuskiego (2009).